# Џо Макгир
Џо Макгир (енгл. Joe McGirr; Нови Јужни Велс, 19. јун 1960) је независни политичар, лекар и бивши сарадник декана Универзитета Notre Dame у Аустралији. Изабрани је члан Вога Вога у законодавној скупштини Новог Јужног Велса од избора 2018. године. Еј-Би-Си њуз га је прогласио 9. септембра, дан после избора, за победника а изборна комисија Новог Јужног Велса је потврдила 14. септембра. Освојио је друго место Либералне странке Аустралије са 28 гласова, након што се примарни глас либерала готово преполовио од 2015. године, а изабран је према преференцијама аустралијске лабуристичке партије. Претходно се такмичио за место 2011. и добио 30,6% гласова за прву преференцију.
Његов деда Грег Макгир је био лабуристички члан законодавне скупштине 1913—1925. и заменик премијера 1921—1922. Његов стриц, Џим Макгир, био је премијер Новог Јужног Велса 1947—1952.
Поново је изабран на изборима Новог Јужног Велса 2019.